# 한범희
한범희(1965년 1월 25일 ~ )는 대한민국의 배우이다.

## 생애
1984년 11월, 연극배우로 첫 데뷔하였고 1993년 4월, KBS 한국방송공사 15기 공채 탤런트로 정식 데뷔하였으며 1996년 영화 《어른들은 청어를 굽는다》의 조연으로 영화배우 데뷔하였다.

## 출연작

### 드라마
- 《마주보며 웃어》 (EBS, 2010년) - 병근 역
- 《대조영》 (KBS2, 2006년) - 당 고종(이치) 역
- 《서울 1945》 (KBS1, 2006년) - 김삼룡 역
- 《드라마시티 - 심씨의 하루》 (KBS2, 2005년) - 심종민 역
- 《지금도 마로니에는》 (EBS, 2005년) - 김승옥 역
- 《불멸의 이순신》 (KBS1, 2004년) - 이요신 역
- 《드라마시티 - 상 파울루》 (KBS2, 2003년) - 기사 역
- 《장희빈》 (KBS2, 2002년) - 조태채 역
- 《제국의 아침》 (KBS1, 2002년) - 서희 역
- 《명성황후》 (KBS2, 2001년) - 이재면 역
- 《70분 드라마》 (SBS, 1997년)
- 《짧은 사랑의 기록》 (KBS, 1996년)
- 《베스트극장》 (MBC, 1996년)
- 《찬란한 여명》 (KBS1, 1995년) - 홍만식 역
- 《서궁》 (KBS2, 1995년) - 정원군 역
- 《딸부잣집》 (KBS2, 1994년)
- 《무당》 (KBS2, 1994년)
- 《신 손자병법》 (KBS2, 1993년)

### 영화
- 《미국인 친구》 (2014년) - 영철 역
- 《딜리버 미》 (2009년) - 아빠 역
- 《어른들은 청어를 굽는다》 (1996년) - 이동수 역

### 연극
- 《갯마을》 ... 성칠 역(주연)
- 《귀여운 앤젤》
- 《카라마조프가의 형제들》
- 《박정희》
- 《개개인 둥지에 네온사인을 달다》
- 《대원군》 ... 철종 역(조연)